# Kormoran skalny
Kormoran skalny (Leucocarbo magellanicus) – gatunek dużego ptaka z rodziny kormoranów (Phalacrocoracidae). Zamieszkuje skaliste południowe wybrzeża Ameryki Południowej, w tym Ziemi Ognistej i Falklandów; poza sezonem lęgowym kontynentalna populacja rozprasza się wzdłuż wybrzeży i na północy jej zasięg sięga po środkowe Chile (Valparaíso) i Urugwaj. Jest to gatunek monotypowy.
MorfologiaDługość ciała 66–71 cm, rozpiętość skrzydeł około 92 cm; masa ciała: samce 1440–1680 g, samice 1330–1550 g. Głowa, szyja i grzbiet ubarwione są czarno-zielono. W okresie godowym pojawiają się białe pióra na głowie. Skóra maski i gardła jest naga i czerwona. Pierzasty czub, brzuch ubarwiony na biało, nogi czerwone.
StatusIUCN uznaje kormorana skalnego za gatunek najmniejszej troski (LC, Least Concern) nieprzerwanie od 1988 roku. BirdLife International uznaje globalny trend liczebności populacji za trudny do określenia.